# Michael Zaremba
Michael Zaremba (* 18. Mai 1955 in Berlin-Reinickendorf; † 9. November 2012) war ein deutscher Schriftsteller. 

## Leben
Nach dem Staatsexamen in den Fächern Germanistik und Politikwissenschaft wurde er an der Freien Universität Berlin promoviert. Zu den Themen des Autors wissenschaftlicher Sachbücher gehörten Literaturgeschichte, Philosophie, Theologie und die Geschichte der Region Berlin-Brandenburg.
Zaremba lebte in Berlin-Reinickendorf.

## Werke
- Johann Gottfried Herders humanitäres Nations- und Volksverständnis: Ein Beitrag zur politischen Kultur der Bundesrepublik Deutschland. Oberhofer, Berlin 1985, ISBN 3-925410-00-7 (Dissertation, FU Berlin, 1985).
- Reinickendorf im Wandel der Geschichte: „Laß’ hinter dir, was trüb und wild …“ Bebra, Berlin 1999, ISBN 3-930863-63-4.
- Billy Jenkins: Mensch und Legende. Ein Artistenleben. Hansa, Husum 2000, ISBN 3-920421-77-9.
- Johann Gottfried Herder: Prediger der Humanität. Eine Biografie. Böhlau, Köln 2002, ISBN 3-412-03402-9.
- Zur Geschichte des Wielandgrabes. Hrsg. v. d. Evangelisch-Lutherische Kirchengemeinde Oßmannstedt. Keßler, Weimar 2007, ISBN 978-3-9811574-0-6.
- Christoph Martin Wieland: Aufklärer und Poet. Eine Biografie. Böhlau, Köln 2007, ISBN 978-3-412-22006-8.
- Jean Paul: Dichter und Philosoph. Eine Biografie. Böhlau, Köln 2012, ISBN 978-3-412-21091-5